# Štiavnica (Niżne Tatry)
Štiavnica (słow. też: Malý Ďumbier albo Predný Ďumbier; 2025 m) – szczyt w Niżnych Tatrach na Słowacji. Często uznawany za boczny wierzchołek Dziumbiera, jest w rzeczywistości drugim co do wysokości nazwanym szczytem tych gór i najwyższym wznoszącym się poza głównym grzbietem Niżnych Tatr.

## Położenie
Leży w masywie Dziumbiera, w potężnym wschodnim ramieniu tej góry opadającym nad górną część Doliny Jańskiej (Jánska dolina) i rozdzielającym dolinki stanowiące jej górne piętro: Štiavnicę na południowym wschodzie i jej odnogę o nazwie Ludárova dolina na północy. Szczyt Štiavnicy wznosi się 900 m na wschód od wierzchołka Dziumbiera.

## Opis szczytu
Szczyt, jak i cały masyw Dziumbiera, budują granity typu „dziumbierskiego”. Szczyt Štiavnicy oddzielony jest od głównego wierzchołka Dziumbiera płytką przełączką. W kierunku wschodnim obniża się dość równomiernie masywnym ramieniem ku dolinie Štiavnicy. W kierunku północno-wschodnim opada spod szczytu ku źródliskom Ludárovego potoku potężna skalna grzęda, poorana licznymi żlebami. Ogranicza ona od wschodu wielki polodowcowy kocioł Dziumbiera, ku któremu opadają również 400-metrowym uskokiem północne ściany Štiavnicy. Natomiast stoki południowe tego szczytu – pomimo iż dość strome – są mało rozczłonkowane, tylko w jednym miejscu na wys. ok. 1800 m opadają 60-metrowym uskokiem do kociołka, w którym ma swe źródła potok Štiavnica.
Cały masyw Štiavnicy leży na obszarze Parku Narodowego Niżne Tatry, na terenie rezerwatu przyrody Dziumbier.
Na szczyt Štiavnicy nie prowadzi żaden znakowany szlak turystyczny i w związku z tym, zgodnie z zasadami ochrony przyrody w Parku Narodowym nie jest on odwiedzany przez turystów.

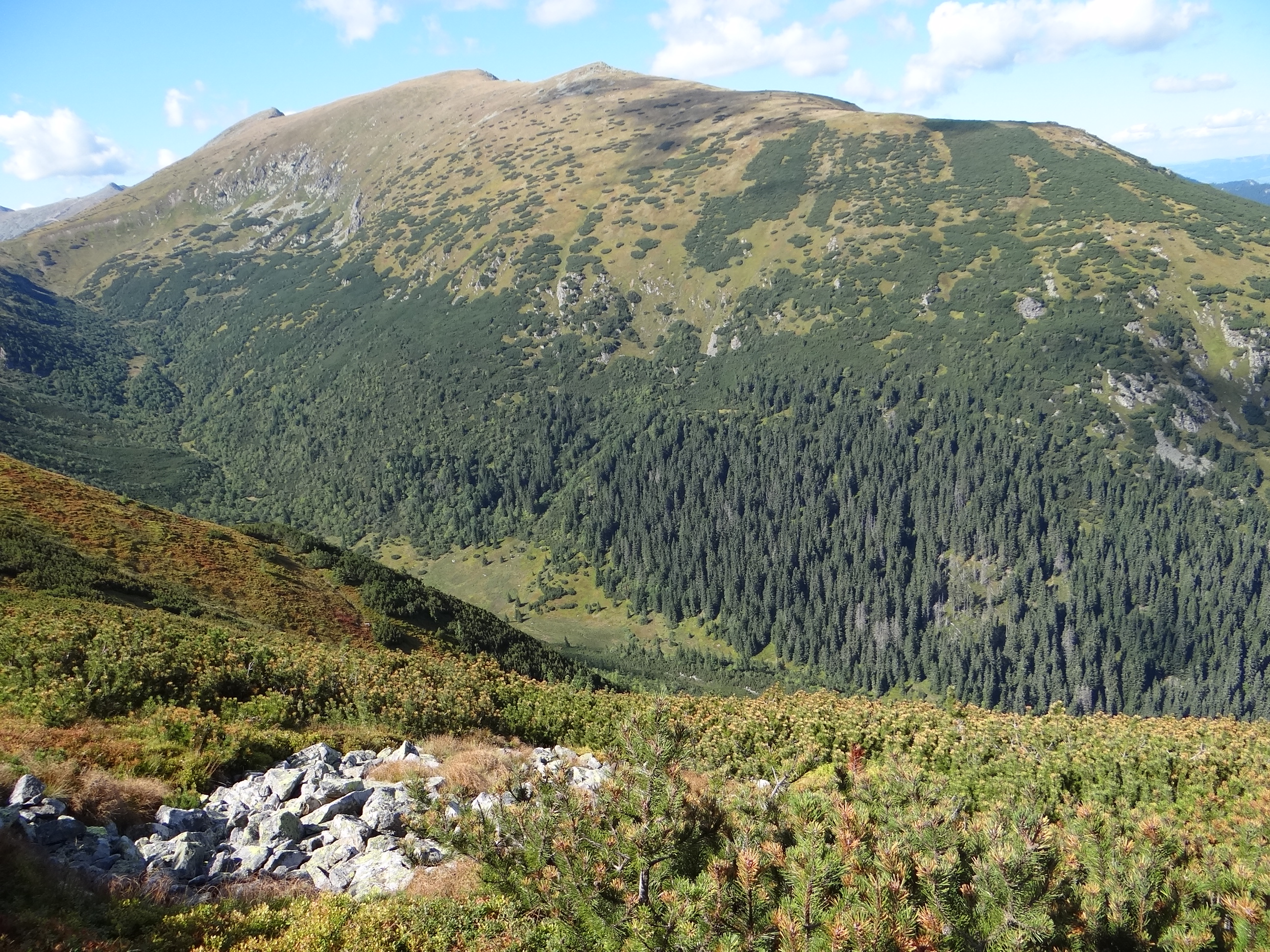
Widok z grzbietu Králički